# Egyházasrádóc, Vas
Egyházasrádóc  este un sat în districtul Körmend, județul Vas, Ungaria, având o populație de 1.358 de locuitori (2011). 

## Demografie
Componența etnică a satului Egyházasrádóc
     Maghiari (97,41%)
     Germani (1,34%)
     Necunoscut (0,45%)
     Alții (0,8%)
Componența confesională a satului Egyházasrádóc
     Romano-catolici (55,6%)
     Reformați (18,11%)
     Luterani (1,91%)
     Fără religie (1,55%)
     Necunoscută (22,31%)
     Alte religii (1,33%)
Conform recensământului din 2011, satul Egyházasrádóc avea 1.358 de locuitori. Din punct de vedere etnic, majoritatea locuitorilor (97,41%) erau maghiari, cu o minoritate de germani (1,34%). Apartenența etnică nu este cunoscută în cazul a 0,45% din locuitori.  Din punct de vedere confesional, majoritatea locuitorilor (55,6%) erau romano-catolici, existând și minorități de reformați (18,11%), luterani (1,91%) și persoane fără religie (1,55%). Pentru 22,31% din locuitori nu este cunoscută apartenența confesională.